# 川崎逸朗
川崎逸朗，日本動畫導演、演出家及編劇。

## 來歷、人物
出身於東京都。代表作包括了《戰國BASARA》、《鋼殼都市雷吉歐斯》、《魔法人力派遣公司》。

## 作品

### 電視動畫
- 超能力魔美（1987年－1989年，作畫指導）
- 蠟筆小新（1992年－1996年、2015年，分鏡、演出）
- 純情房東俏房客（2000年，分鏡、演出）
- 棋魂（2001年－2003年，分鏡）
- 網球王子（2001年－2005年，分鏡）
- 我們這一家（2002年－2009年，分鏡、演出）
- 攻殼機動隊 STAND ALONE COMPLEX（2003年，分鏡）
- 攻殼機動隊 S.A.C. 2nd GIG（2004年，分鏡、演出）
- 小心啊公主（2006年，分鏡）
- 傳說的勇者的傳說（2010年，導演、劇本、分鏡、演出）
- 寶石寵物 Sunshine（2011年，分鏡）
- 天魔黑兔（2011年，分鏡、演出）
- 迷茫管家與膽怯的我（2011年，分鏡）
- 未來日記（2011年，分鏡、演出）
- 要聽爸爸的話！（2012年，導演、分鏡、演出）
- 光明之心 ～幸福的麵包～（2012年，導演、系列構成、劇本、分鏡、演出）
- 美少女死神 還我H之魂！（2012年，分鏡）
- 黑子的籃球（2012年，分鏡）
- PSYCHO-PASS（2012年，分鏡、演出）
- 寶石寵物 Kira☆Deco！（2012年，分鏡）
- 南家三姊妹 我回來了（2013年，分鏡）
- 八犬傳－東方八犬異聞－（2013年，演出）
- 惡之華（2013年，作畫統籌）
- 寶石寵物 Happiness（2013年，分鏡）
- 斷裁分離的罪惡之剪（2013年，分鏡）
- 蟲奉行（2013年，分鏡）
- 八犬傳－東方八犬異聞－ 第二季（2013年，分鏡、演出）
- 精靈寶可夢 THE ORIGIN（2013年，導演(第1話)，分鏡、演出）
- 魔鬼戀人（2013年，分鏡）
- 銀狐（2013年，分鏡、演出）
- 鑽石王牌（2013年，演出）
- 未確認進行式（2014年，分鏡）
- Lady 寶石寵物（2014年，導演）
- 幕末Rock（2014年，導演、聲優演出、分鏡）
- 黑子的籃球 第三季（2015年，分鏡）
- 歌之王子殿下♪ 真愛革命（2015年，分鏡）
- Battle Spirits 烈火魂（2015年，分鏡、演出）
- 鑽石王牌－SECOND SEASON－（2015年，分鏡）
- 高校星歌劇（2015年，OP分鏡、OP演出）
- 排球少年！！第二期（2015年，分鏡、演出）
- 12歲。〜小小的胸口心跳加速〜（2016年，分鏡）
- 在下坂本，有何貴幹？（2016年，分鏡）
- 月歌。THE ANIMATION（2016年，導演、聲優演出、系列構成、劇本、分鏡、演出）
- 卡片鬥爭!! 先導者G NEXT（2016年，導演）
- 12歲。〜小小的胸口心跳加速〜 第二季（2016年，分鏡）
- 高校星歌劇 第二季（2017年，OP分鏡&演出）
- 便利商店情人（日语：コンビニカレシ）（2017年，OP分鏡&演出）
- 咕嚕咕嚕魔法陣（第3作）（2017年，分鏡）
- 魔法少女 俺（2018年，導演、系列構成、劇本、分鏡、OP分鏡&演出、ED演出）
- 銀河英雄傳說 Die Neue These（2018年，分鏡）
- 卡片鬥爭!!2018年版，中·高校篇、續高校篇、新右衛門篇、外傳 -if-（2018-2020年，導演）
- 不愉快的妖怪庵 第二季（2018年，分鏡）
- RobiHachi（2019年，分鏡）
- 真·中華一番！（2019年，導演、劇本、音響監督、分鏡、演出、OP分鏡&演出、ED分鏡&演出）
- 我要【招架】一切～反誤解的世界最強想成為冒險家～（2024年，分鏡）

### 劇場版動畫
- （2005年，導演、腳本）
- （2010年，分鏡、演出）

### OVA / 網路動畫
- 扩张少女系三重奏（2016年，導演、分鏡、演出）
- B：彼之初 繼承（2021年，導演）

## 外部連結
- （日語）川崎逸朗的X（前Twitter）